# Chener
Een chener of Khener was in het oude Egypte een ensemble van zangers en instrumentalisten, meestal begeleid door één of meer dansers. cheners speelden voornamelijk religieuze muziek in tempels.
De eerste cheners ontstonden in het Oude Rijk. Deze groepen bestonden voornamelijk uit vrouwen, zogenaamde shemayets, en stonden onder leiding van een (tevens vrouwelijke) weret chener. Zij was mogelijk ook de dirigente. De muzikanten binnen de cheners kwamen uit alle sociale milieus. In enkele uitzonderingsgevallen waren er ook mannen aan een chener toegevoegd, maar dat waren nooit mannen met status. oud-Egyptische muziek was in de oudheid typisch iets voor vrouwen.
De muziek die door cheners werd gespeeld, was meestal vrij eenvoudig. Over het algemeen werd er veel geklapt, en klonk er slechts één muziekinstrument (vaak een sistrum, aulos of harp). Er werd wel gezongen, in de vorm van een hymne. De hymne voor Aton is daar een bekend voorbeeld van.